# لاحسة
لاحسة أو السمك الفضي(الاسم العلمي: Lepisma)، جنس حشرات من فصيلة اللاحسات. تنتشر في جميع أنحاء العالم.